# Normalflora
Normalflora kallas de mikrober som normalt sett påträffas hos djur eller människor, vanligtvis är det bakterier eller mikroskopiska svampar. Normalfloran hos en vanlig vuxen person uppskattas till att väga runt 1,5 kg. Det brukar sägas att det i vår människokropp finns tio gånger fler mikrober än vad vi har celler men senare uppskattningar har sänkt det förhållandet till mellan 3:1 och 1:1. Hela 1 kg av mikroberna har vi i tarmkanalen, se tarmflora. Tarmkanalen, luftvägarna, könsorgan och urinvägarna som är i nära kontakt med yttervärlden, har alla en för dem karaktäristisk flora. Funktionen för dessa bakterier är att hindra sjukdomsframkallande bakterier att sprida sig i kroppen genom att sätta igång immunsystemets hemoglobiner, metaboliska funktioner (till exempel nedbrytning av fibrer, produktion av fettsyror och produktion av vitaminer) och försvåra för patogena bakterier genom att konkurrera om receptorer och näringsämnen. Normalfloran kan skadas av användning när man använder antibiotika, för att den rubbar normalflorans jämvikt eftersom det blir en ökning av resistenta bakterier. Detta kan ge upphov till diarré och andra symtom på slemhinnor.
Vilka bakterier som ingår i normalfloran kan variera från person till person. Hudens normalflora består framförallt av grampositiva bakterier såsom vita stafylokocker, mikrokocker och difteroida stavar. Stafylokocker finns också i näsan och i ytterörat. E. coli finns i mag-tarmkanalen men kan orsaka problem om den hamnar på andra ställen, t.ex. så kan den orsaka urinvägsinfektion. Genom att tillföra normalflora till svalget efter antibiotikabehandling kan man motverka återkommande infektioner av exempelvis halsfluss och öroninflammation.
Tack vare dessa mikrober på huden, blir det ett pH på 4,5 på huden. Detta ger huden ett skydd mot andra mikrober som inte är välkomna. Mikroberna som utgör normalflora, inkluderat vissa svamparter, befinner sig oftast på hudens fuktiga ställen. Detta leder till att det är mycket normalflora i munhålan, vid emaljytan till tandfickorna och tungans yta. När balansen i munhålan rubbas hjälper dessa mikrober till vid utveckling av tandkaries.